# Hypospila laurentensis
Hypospila laurentensis är en fjärilsart som beskrevs av Pierre E.L. Viette 1966. Hypospila laurentensis ingår i släktet Hypospila och familjen nattflyn. Inga underarter finns listade i Catalogue of Life.